# سرود ملی اتیوپی
به پیش آی مام گرامی، ای اتیوپی نام سرود ملّی کشور اتیوپی است. متن این سرود نوشته «درجه ملاکو منگشا» است و آهنگ آن را «سالومون لولو میتیکو» ساخته است. این سرود در سال ۱۹۹۲ و به عنوان بخشی از اصلاحات پس از سرنگونی رژیم دِرگ رسمیت یافت.

## برگردان فارسی
شهروند اتیوپی ارجمند است
و غرور ملی است که از کران تا کران موج می‌زند
از برای آشتی، از برای داد گستردن، از بهر آزادی مردمان
دست در دست یکدیگر داده‌ایم، با مهر و با برابری
بنیادمان استوار است، به انسانیت پایبندیم
زندگی ما کار ماست
شگرف است جایگاه سنت، محبوبه میراثی غرورآفرین
ای وقار طبیعی، ای مادر مردمان دلاور
تو را پاس می‌داریم، این خویشکار ماست
ای اتیوپی ما، زنده باش! و بگذار تا به تو افتخار کنیم